# Batalha de Solacão
A batalha de Solacão (Solachon) foi travada em 586 no norte da Mesopotâmia entre as forças bizantinas, lideradas por Filípico, e as forças sassânidas sob Cardarigano. O combate foi parte da longa e inconclusiva guerra bizantino-sassânida de 572-591. A batalha de Solacão terminou em uma grande vitória bizantina que melhorou a posição bizantina na Mesopotâmia, mas não foi, no final, decisiva. A guerra se arrastou até 591, quando foi concluída com um acordo negociado entre Maurício (r. 582–602) e o xá sassânida Cosroes II (r. 590–628).
Nos dias que antecederam a batalha, Filípico, recém-designado para o fronte persa, moveu-se para interceptar uma invasão persa. Ele escolheu dispor seu exército em Solacão, controlando as várias rotas da planície mesopotâmica, e especialmente o acesso à principal fonte de água local, o rio Arzamo. Cardarigano, confiante da vitória, avançou contra os bizantinos, mas eles tinha sido avisados e foram dispostos em posição de batalha quando Cardarigano chegou. Os persas se prepararam e atacaram, ganhando vantagem no centro, mas a direita bizantina rompeu o flanco esquerdo persa.
A ala bizantina bem-sucedida foi jogada em desordem e seus homens dirigiram-se para saquear o acampamento persa, mas Filípico foi capaz de restaurar a ordem. Então, enquanto o centro bizantino foi forçado a formar uma parede de escudos para suportar a pressão persa, o flanco esquerdo bizantino também conseguiu superar o direito persa. Sob a ameaça de um duplo confronto, o exército persa colapsou e fugiu, com muitos morrendo no deserto de sede ou água envenenada. O próprio Cardarigano sobreviveu e, com uma parte de seu exército, resistiu contra os ataques bizantinos sobre uma colina por vários dias antes dos bizantinos se retirarem.

## Antecedentes
Em 572, o imperador bizantino Justino II (r. 565–578) recusou renovar os pagamentos anuais ao Império Sassânida que faziam parte do acordo de paz (Paz de 50 anos) concluído por seu tio, Justiniano (r. 527–565) e o xá Cosroes I (r. 531–579) em 562. Isto marcou a culminação da progressiva deterioração das relações bizantino-persas ao longo dos anos seguintes, que manifestou-se em manobras diplomáticas e militares em suas periferias geopolíticas. Assim, os bizantinos iniciaram contados com os goturcos da Ásia Central para um esforço conjunto contra a Pérsia, enquanto os persas intervieram no Iêmem contra os cristãos axumitas, aliados de Bizâncio. Justino ainda considerou o tributo anual como um indignamente desprezível para os romanos e usou a eclosão de uma grande revolta na Armênia sob Vardanes III Mamicônio em 571-572 como pretexto para recusar-se a continuar os pagamentos.
A recusa de Justino era equivalente a uma declaração de guerra, a quarta travada entre os dois grandes poderes no século VI. Após os sucessos persas iniciais, tais como a captura de Dara, o conflito mostrou-se inconclusivo e tornou-se um caso prolongado, com vitórias bizantinas seguidas por sucessos persas, negociações intermitentes, e tréguas temporárias. Em 582, Maurício (r. 582–602), que tinha servido como um general na guerra, ascendeu ao trono bizantino em Constantinopla; por aquele tempo, os persas tinham ganhado vantagem na Mesopotâmia, através da captura de Dara em 574, enquanto os bizantinos prevaleceram em Arzanena.

## Movimentos iniciais e disposições

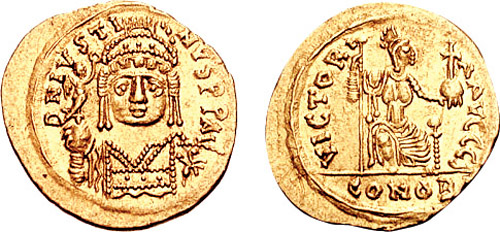
Soldo de r.

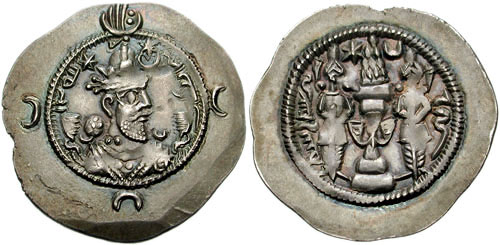
Dracma de r.

Após o fracasso de outra rodada de negociações de paz, sobre o qual pouco é conhecido, Maurício apontou seu cunhado Filípico como o comandante-em-chefe do fronte mesopotâmico (magister militum per Orientem) em 584. Filípico invadiu a região em torno da grande fortaleza persa de Nísibis em 584, enquanto em 585 invadiu Arzanena. O comandante persa, Cardarigano - "falcão negro", um título honorífico ao invés do próprio nome - respondeu com uma cerco mal sucedido da principal base de Filípico, Monocarto.
Na primavera de 586, Maurício rejeitou novas propostas persas envolvendo a conclusão da paz em troca de renovados pagamentos em ouro. O historiador contemporâneo Teofilato Simocata registra que o exército de Filípico estava ansioso para confrontar os persas em batalha, e o comandante marchou ao sul para sua base em Amida, cruzou o rio Arzamo (moderno Zergã no sudeste da Turquia e nordeste da Síria) para seu banco oriental e avançou ca. 15 km para a planície de Solacão, onde acampou. Esta posição, ao sul das fortalezas de Mardes e Dara, permitiu o exército de Filípico controlar a passagem do rio Arzamo e forçou o exército persa sob Cardarigano a avançar através da planície árida, longe de suas rotas, antes de encontrar a força bizantina.
No lado persa, Cardarigano também estava ansioso para lutar e confiante da vitória. Ele organizou uma escolta de camelos para transporte de água para suas tropas em caso dos bizantinos se recusarem a lutar, mas continuassem bloqueando o acesso para Arzamo e tinha alegadamente preparado barras de ferro e correntes para os prisioneiros que ele tomasse. Seus movimentos, contudo, foram detectados quando os federados árabes bizantinos capturaram alguns de seus homens, permitindo Filípico preparar suas forças. Este alerta foi de particular importantes uma vez que Cardarigano pretendia atacar na Segunda, um dia de descanso para os bizantinos cristãos.

## Batalha
Ambos os exércitos pareciam ter sido compostos exclusivamente de cavalaria, que compreende uma mistura de lanceiros e arqueiros a cavalo, possivelmente com umas poucas unidades catafractárias inclusas. Quando as escoltas de Filípico reportaram a aproximação dos persas, ele posicionou seus homens em terreno elevado de frente para a direção que o exército persa avançava, com seu franco esquerdo protegido pelo sopé do monte Izalas. Os bizantinos parecem ter se organizado em uma única linha de batalha com três divisões. A divisão esquerda foi comandada por Ilifredas, o duque da Fenícia Libanense, e incluía um contingente huno de arqueiros a cavalo sob Apsique. O centro foi comandando pelo general Heráclio, o Velho, mais tarde exarca da África e pai do imperador Heráclio (r. 610–641), enquanto o flanco direito foi comandando pelo taxiarca Vitálio. Este arranjo foi também adotado pelos persas logo que entraram na vista do exército bizantino. No lado persa, a divisão direita estava sob Mebodes, o centro sob o próprio Cardarigano, e o direito sob o sobrinho de Cardarigano, Afraates. Ao contrário do general persa, Filípico permaneceu com uma pequena força a alguma distância atrás da linha de batalha principal, dirigindo a batalha.
Após uma breve parada para deixar o trem de bagagem atrás e formar uma linha de batalha o exército persa rapidamente avançou sobre os bizantinos, atirando flechas enquanto se aproximavam. Os bizantinos responderam na mesma moeda, e então se arremeteram ao encontro do inimigo que se aproximava. No flanco direito bizantino Vitálio foi rapidamente vitoriosos, com sua cavalaria pesada quebrando o flanco persa e empurrando seus oponentes para à esquerda atrás de sua própria linha principal. Neste ponto, contudo, o desastre ameaçou muitos dos soldados de Vitálio que quebraram a formação e se dirigiram em direção ao acampamento inimigo, pretendendo saqueá-lo. Filípico, porém, viu o que tinha acontecido e reagiu rapidamente. Ele deu seu elmo distintivo para um de seus guarda-costas, Teodoro Libino, e enviou-o para reunir a cavalaria sob pena de punição por parte do próprio comandante do exército. O ardil funcionou: os homens reconheceram o elmo e retornaram justo a tempo para parar os persas, que tinha reagrupado no centro e estavam empurrando de volta os bizantinos numericamente inferiores.
Para conter isto, Filípico ordenou a seus homens da divisão central para desmontar e formar um muro de escudos com suas lanças projetando deles (a formação fulco). Não é claro o que aconteceu depois, mas aparentemente os arqueiros bizantinos atiraram nos cavalos persas, quebrando o momentum deles. Ao mesmo tempo, o flanco esquerdo bizantino conseguiu lançar uma contra-investida bem sucedida que repeliu o flanco direito persa em desordem. Logo o flanco direito persa quebrou e fugiu, perseguidos pelos bizantinos. Com ambos os flancos desintegrados, o centro persa estava agora sujeito a um ataque da direita bizantina reformada, que os levou em direção a área uma vez ocupada pela direita persa. Em desvantagem e atacados por vários lados, os persas logo começaram a quebrar e fugir.
O exército derrotado sofreu muito, não apenas da perseguição bizantina, mas também devido a falta de água: antes da batalha, Cardarigano tinha ordenado que o abastecimento de água fosse derramado no chão, tentando fazer seus homens lutarem mais para romper o exército bizantino e alcançar o Arzamo. Além disso, os persas sobreviventes foram recusados a entrar em Dara uma vez que, de acordo com Simocata, o costume persa proibia a entrada de fugitivos. Simocata também narra que muitos persas morreram de sede ou de envenenamento por água quando eles beberam demais a água dos poços após a provação deles. Cardarigano conseguiu encontrar refúgio em uma colina próxima, com um pequeno destacamento e resistiu vários ataques bizantinos. Finalmente, após três ou quatro dias, os bizantinos, não mais cientes que o comandante persa estava lá, abandonaram o esforço. Cardarigano então escapou, embora seus homens sofreram mais baixas no processo, até uns mil de acordo com Simocata, das patrulhas bizantinas.

## Rescaldo

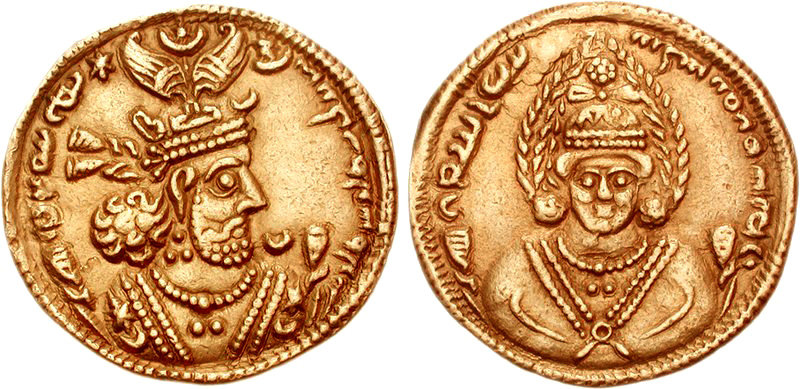
Dinar de ouro de r.

Após a batalha, Filípico premiou os soldados que tinha se distinguido e dividiu os despojos dos persas derrotados entre eles. Ele então começou a invadir Arzanena novamente. Contudo, sua tentativa de capturar a fortaleza de Clomaro foi frustrada quando Cardarigano chegou com reforços. O exército bizantino recuou para a fortaleza de Afumo, combatendo as ações de retaguarda com os obscurecidos persas.
A vitória de Solacão permitiu aos bizantinos recuperar a vantagem na região de Tur Abdim e, em seu rescaldo, conseguiram restabelecer o controle deles sobre a região em torno de Dara. A guerra continuou por alguns anos sem uma decisão até a revolta de Barã Chobim (futuramente conhecido como Vararanes IV) que levou o xá persa legítimo, Cosroes II (r. 590–628), a procurar refúgio no território persa. Uma expedição conjunta restaurou-o em seu trono e um tratado de paz foi concluído em 591 que deixou muito da Armênia nas mãos bizantinas.